# Eugeniusz Noworyta
Eugeniusz Noworyta (ur. 25 grudnia 1935 w Krakowie) – polski dyplomata i polityk, ambasador w Chile (1971–1973), Hiszpanii (1977–1981) i Argentynie (1996–2001).

## Życiorys
Ukończył Liceum im. Bartłomieja Nowodworskiego w Krakowie oraz studia w Szkole Głównej Służby Zagranicznej i na Wydziale Prawa i Administracji Uniwersytetu Warszawskiego. W 1976 uzyskał stopień doktora nauk politycznych tamże. 
W czasie studiów, w okresie Polskiego października 1956, jeden z przywódców Rewolucyjnego Związku Młodzieży.
W 1958 rozpoczął pracę w Ministerstwie Spraw Zagranicznych, będąc m.in. I sekretarzem Komitetu Zakładowego PZPR. W latach 60. pełnił misję dyplomatyczną na Kubie, następnie był ambasadorem w Chile (1971–1973) oraz Hiszpanii (1977–1981) oraz stałym przedstawicielem PRL przy Narodach Zjednoczonych w Nowym Jorku (1985–1989). W 1987 przewodniczący Rada Gospodarcza i Społeczna ONZ. W latach 90. pracował jako doradca ministra w Departamencie Studiów i Planowania MSZ. Od 1996 do 2001 sprawował funkcję ambasadora w Argentynie.
Był jednocześnie działaczem Polskiej Unii Socjaldemokratycznej oraz Unii Pracy. Z ramienia tej ostatniej ubiegał się bez powodzenia o mandat poselski w okręgu przemyskim w wyborach w 1993 i mandat radnego gminy Warszawa-Centrum w wyborach samorządowych w kolejnym roku.
W 2001 odszedł z MSZ. Po tym, pracował jako wykładowca stosunków międzynarodowych na uczelniach w Warszawie, Łodzi i Poznaniu.
Odznaczony Wielkim Krzyżem Orderu Izabeli Katolickiej (1981).
Żonaty z Alicją, tłumaczką i dziennikarką. Mają córkę Agnieszkę (ur. 1964).

## Publikacje
- Chilijskie doświadczenia, Warszawa 1977.
- Polityka i dyplomacja: wspomnienia ambasadora, Łódź : Społeczna Wyższa Szkoła Przedsiębiorczości i Zarządzania w Łodzi, 2008, ISBN 978-83-60230-47-3.
- Różne oblicza polskiej racji stanu, Łódź – Warszawa 2010.